# (212829) 2007 UE50
(212829) 2007 UE50 es un asteroide perteneciente al cinturón de asteroides, descubierto el 24 de octubre de 2007 por el equipo del Mount Lemmon Survey desde el Observatorio del Monte Lemmon, Arizona, Estados Unidos.

## Designación y nombre
Designado provisionalmente como 2007 UE50.

## Características orbitales
(212829) 2007 UE50 está situado a una distancia media del Sol de 2,611 ua, pudiendo alejarse hasta 2,841 ua y acercarse hasta 2,380 ua. Su excentricidad es 0,088 y la inclinación orbital 4,854 grados. Emplea 1540,77 días en completar una órbita alrededor del Sol.

## Características físicas
La magnitud absoluta de (212829) 2007 UE50 es 16,38.